# Aleksandr Sjirsjov
Aleksandr Sergejevitj Sjirsjov (ryska: Александр Сергеевич Ширшов), född den 25 augusti 1972 i Moskva i Ryska SFSR i Sovjetunionen (nu Ryssland), är en rysk fäktare som ingick i det ryska lag som tog OS-guld i herrarnas lagtävling i sabel i samband med de olympiska fäktningstävlingarna 1992 i Barcelona.